# Макаревська Євгенія Олександрівна
Євгенія Олександрівна Макаре́вська (рос. Евгения Александровна Макаревская; 25 вересня 1901, Лебедянь — 29 серпня 1966, Тбілісі) — радянський вчений в галузі фізіології і анатомії рослин. Доктор біологічних наук з 1961 року.

## Біографія
Народилась 25 вересня 1901 року в місті Лебедяні Тамбовської губернії Російської імперії (нині Липецька область Росії). У 1924 році закінчила відділення садівництва і городництва Московської сільськогосподарської академії імені К. А. Тімірязєва; представила роботу про біохімічний склад кримських сортів винограду. У 1926—1936 роках на науковій роботі в Тбіліському інституті ботаніки. Одночасно читала курс фізіології рослин в Тбіліському всесоюзному інституті субтропічних культур. У 1938 році захистила кандидатську дисертацію на тему: «З'ясування умов найбільш ефективної прививки лози».
Померла в Тбілісі 29 серпня 1966 року.

## Наукова діяльність
Основні наукові праці присвячені фізіології і біохімії регенераційних процесів виноградної рослини; вивчення змісту білкових речовин і динаміки вуглеводів у паростку винограду, вуглеводного комплексу в підщепах і підщепах під час зберігання, щеплення і стратифікації; патологічній анатомії коренів у зв'язку з пошкодженням виноградної рослини філоксерою і інше. Автор 80 наукових праць, в тому числі однієї монографії. Серед праць:
- Общие реакции в растениях при различных повреждающих воздействиях. — Докл. АН СССР, 1951, т. 78, вып. 4;
- Физиология регенерационных процессов у виноградной лозы. — Тбилиси, 1966.

## Відзнаки
- Заслужений діяч науки Грузинської РСР (1962);
- Нагороджена орденом Леніна, орденом Трудового Червоного Прапора.